# Немецкий педагогический институт
Немецкий педагогический институт — высшее учебное заведение, существовавшее в СССР.
Некоторое время назывался Немецкий агропедагогический институт.

## История
Немецкий педагогический институт был открыт в Покровске (ныне город Энгельс) 1 октября 1929 года на основании постановлением Совнаркома РСФСР от 5 октября 1928 года для подготовки преподавателей семилетних и средних школ, техникумов и учебных заведений в Автономной Советской Социалистической Республике немцев Поволжья. Первоначально два факультета: лингвистический (немецкий язык и литература) и социально-экономический, а также курсы дошкольных работников. Срок обучения в институте составлял четыре года. Первым его ректором стал И. Ф. Шваб (председатель ЦИК АССР немцев Поволжья), проректором — Г. Г. Дингес. Открытие института совпало с 11-летием провозглашения немецкой автономии в Советской России, но официальное торжественное открытие состоялось 6 января 1930 и было приурочено к шестой годовщине провозглашения АССР немцев Поволжья.
С 1931/32 учебного года в вузе функционировали физико-технический (позже физико-математический) и естественный (химико-биологический) факультеты. Также с 1931 года для подготовки абитуриентов были открыты рабфак и подготовительные курсы. Директор рабфака был заместитель наркома просвещения АССР немцев Поволжья. В 1934 состоялся первый выпуск преподавателей родного языка и литературы.
Решением Совнаркома АССР немцев Поволжья от 14 августа 1934 года при Немецком педагогическом институте был создан институт повышения квалификации кадров народного образования, а также заочное отделение и экстернат. В связи с острой нехваткой учительских национальных кадров в 1935 года при пединституте был открыт двухгодичный учительский институт.
До 1938 года, когда был введен в эксплуатацию новый учебный корпус, педагогический институт работал в помещениях профтехшколы (бывшее Ухинское епархиальное женское училище), советской партшколы и в здании сборного пункта республиканского военкомата. К 1941 году в институте на дневном, вечернем и заочном отделениях имелось пять факультетов: литературы и языка, исторический, биологический, физико-математический и иностранных языков, а также действовало 15 кафедр: марксизма-ленинизма, всеобщей истории, истории народов СССР, педагогики, военной подготовки, немецкого, французского и английского языков, химии, физики, ботаники, геологии, биологии и физкультуры. По состоянию на 1 сентября 1940 года в пединституте обучалось 609 студентов.
19 сентября 1941 года, в связи с ликвидацией АССР немцев Поволжья, приказом Наркомпроса республики Немецкие педагогический и учительский институты были закрыты, всё их имущество передано Саратовскому педагогическому институту (ныне Саратовский государственный университет имени Н. Г. Чернышевского). В здании института расположились учебные заведения министерства обороны СССР: первоначально — Училище противовоздушной обороны Военно-Морского флота, эвакуированное из Ленинградской области; с осени 1942 года — Объединённая школа Волжской военной флотилии, перебазированная в Энгельс из Сталинграда. В 1971—1994 годах располагалось Энгельсское Высшее зенитное ракетное командное училище противовоздушной обороны. В настоящее время здание принадлежит одной из воинских частей.

## Персоналии
Руководители вуза:
- Шваб, Иоганнес Фридрихович[1] — с 22 ноября 1929 года;
- Пауль-Горст, Анна Георгиевна[4] — с 16 февраля 1930 по 17 июля 1932 года;
- Юдикис — в 1932 году;
- Вегеле, Генрих Генрихович[5] — 1933—1936 годы;
- Шитов В. М. — 1936—1937 годы;
- Соболев А. — 1937—1938 годы;
- Юдикис Нахман Хаимович — 1938—1839 годы;
- Князева — 1940—1941 годы.

В числе выпускников института были: Нелли Ваккер (поэтесса, член Союза писателей СССР), Эрна Гуммель (поэтесса), Андреас Закс (поэт и драматург), Адольф Пфайфер (поэт и мемуарист), Гарри Шнитке (переводчик и журналист, отец Альфреда Шнитке).